# Viitasaari
Viitasaari este o comună din Finlanda.